# Aïn Ouksir
Aïn Ouksir (în arabă عين القصير) este o comună din provincia Médéa, Algeria.
Populația comunei este de 5.366 de locuitori (2008).